# 허무송
허무송(虛無Song)은 대한민국의 인터넷 누리꾼들이 어도비 플래시를 이용하여 제작한 플래시 애니메이션으로 노래를 진행하는 도중에 노래의 진행을 중단하여 중단된 부분의 가사를 다른 말로 들리게하는 것을 내용으로 담고있다.

## 역사
최초의 허무송은 동요 〈뽀뽀뽀〉를 사용하여 제작하였으며, 이것이 누리꾼들에게 인기를 얻자 현재도 자신이 비슷한 방식으로 관련 플래시 애니메이션을 제작하는 사례가 있다.

## 어원
허무송이란 단어는 무가치하고 무의미하게 느껴져 매우 허전하고 쓸쓸하다는 뜻의 "허무"와 노래를 뜻하는 "송(Song)"의 합성어로 이 단어가 유래된 과정은 밝혀지지 않았다.

## 예시
허무송의 진행방식은 이렇다.

- 〈뽀뽀뽀〉를 허무송으로 제작할 경우

1. 아빠"가출"
2. 엄마가 "안와"
3. 만나면 "반갑"

## 참고 자료
- 네이버 국어사전

## 같이 보기
- 몬더그린